# Benzazepinen (stofklasse)

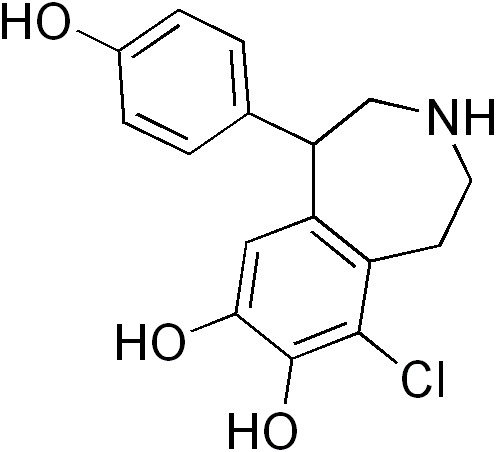
Structuurformule van fenoldopam.

Benzazepinen zijn organische structuren die bestaan uit een of meerdere benzeenringen die gefuseerd zijn met een azepine. Voorbeelden van dergelijke structuren zijn onder andere benzodiazepine, bromazepam, fenoldopam, flurazepam en galantamine. Benzazepinen worden voornamelijk als geneesmiddelen gebruikt.